# Forcipomyia oreita
Forcipomyia oreita är en tvåvingeart som beskrevs av Liu och Yu 1996. Forcipomyia oreita ingår i släktet Forcipomyia och familjen svidknott.
Artens utbredningsområde är Yunnan (Kina). Inga underarter finns listade i Catalogue of Life.